# Česko na Halovém mistrovství světa v atletice 1993

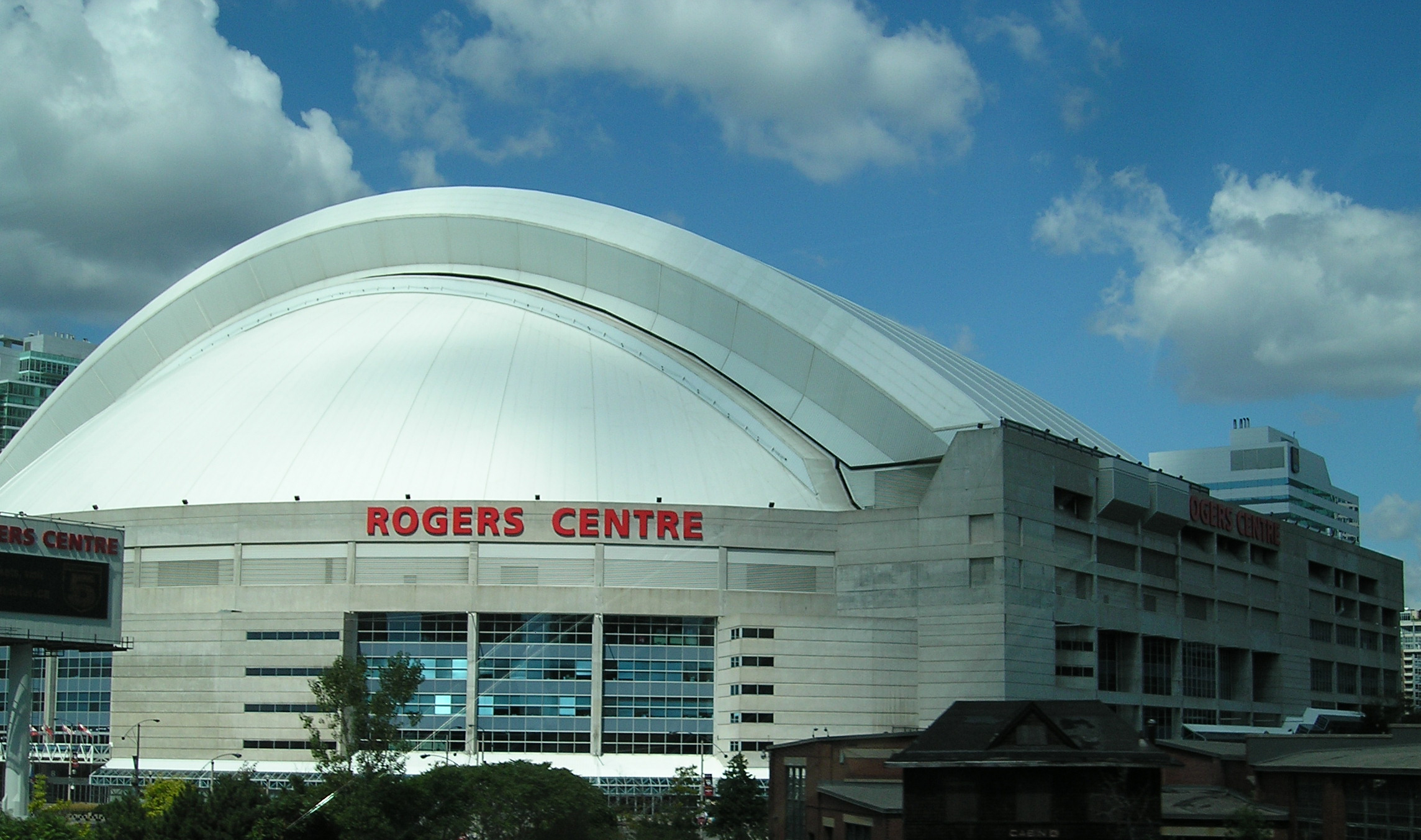
Hala Rogers Centre, dějiště HMS 1993

Halového MS v atletice 1993 se ve dnech 12. – 14. března účastnilo 6 českých atletů (5 mužů a 1 žena). Šampionát probíhal v kanadském Torontu, v hale SkyDome (dnes Rogers Centre).
Českým reprezentantům se nepodařilo získat žádný cenný kov. Nejlepšího výsledku dosáhla Šárka Kašpárková, jež ve finále trojskoku obsadila výkonem 13,81 m 7. místo. Poprvé se na programu halového MS objevil jako ukázková disciplína mužský sedmiboj, který se později stal tradiční součástí halových šampionátů v atletice (na HME poprvé v roce 1992). Sedmiboje v Torontu se účastnil Robert Změlík, avšak pátou disciplínu již kvůli zdravotním problémům neabsolvoval a ze závodu odstoupil.

## Výsledky

### Muži
| Atlet             | Disciplína  | Kvalifikace | Kvalifikace | Rozběh  | Rozběh   | Semifinále  | Semifinále  | Finále      | Finále      |
| Atlet             | Disciplína  | Výkon       | Umístění    | Výkon   | Umístění | Výkon       | Umístění    | Výkon       | Umístění    |
| ----------------- | ----------- | ----------- | ----------- | ------- | -------- | ----------- | ----------- | ----------- | ----------- |
| Jiří Valík        | 60 m        |             |             | 6,74 s  | 14. =    | nepostoupil | nepostoupil | –           | –           |
| Jiří Valík        | 200 m       |             |             | 21,47 s | 18.      | nepostoupil | nepostoupil | –           | –           |
| Milan Drahoňovský | 1500 m      |             |             | 3:46,21 | 15.      |             |             | nepostoupil | nepostoupil |
| Jiří Hudec        | 60 m přek.  |             |             | 7,84 s  | 16.      | 7,83 s      | 13.         | nepostoupil | nepostoupil |
| Milan Gombala     | Skok daleký | 7,69 m      | 13.         |         |          |             |             | nepostoupil | nepostoupil |

Sedmiboj
| Robert Změlík | Sedmiboj   |          |      |          |
| Robert Změlík | Disciplína | Výsledek | Body | Umístění |
| ------------- | ---------- | -------- | ---- | -------- |
|               | 60 m       | 6,96 s   | 897  |          |
| Skok daleký   | 7,57 m     | 952      |      |          |
| Vrh koulí     | 13,84 m    | 719      |      |          |
| Skok do výšky | 1,86 m     | 679      |      |          |
| 60 m přek.    | DNS        | –        |      |          |
| Skok o tyči   |            |          |      |          |
| Běh na 1000 m |            |          |      |          |
| Celkově       |            |          | DNF  | –        |

### Ženy
| Atletka          | Disciplína | Kvalifikace | Kvalifikace | Rozběh | Rozběh   | Semifinále | Semifinále | Finále  | Finále   |
| Atletka          | Disciplína | Výkon       | Umístění    | Výkon  | Umístění | Výkon      | Umístění   | Výkon   | Umístění |
| ---------------- | ---------- | ----------- | ----------- | ------ | -------- | ---------- | ---------- | ------- | -------- |
| Šárka Kašpárková | Trojskok   | 13,72 m     | 5.          |        |          |            |            | 13,81 m | 7.       |